# Cypress Hill IV
Cypress Hill IV (zwany także IV) – czwarty album studyjny amerykańskiego zespołu muzycznego Cypress Hill. Został wydany 6 października 1998 roku.

## Lista utworów
1. Looking Through The Eye Of A Pig
2. Checkmate
3. From The Window Of My Room
4. Prelude To A Come Up - (featuring MC Eiht)
5. Riot Starter
6. Audio X - (featuring Barron Ricks)
7. Steel Magnolias - (featuring Barron Ricks)
8. I Remember That Freak Bitch (From The Club) / Interlude Part 2 - (with Barron Ricks)
9. Nothin' To Lose, (Goin' All Out)
10. Tequila Sunrise - (featuring Barron Ricks)
11. Dead Men Tell No Tales
12. Feature Presentation - (featuring Barron Ricks/Chace Infinite)
13. Dr. Greenthumb
14. 16 Men Till There's No Men Left
15. High Times
16. Clash Of The Titans / Dust
17. Lightning Strikes
18. Case Closed